# 10290 Kettering
10290 Kettering este un asteroid din centura principală de asteroizi.

## Descriere
10290 Kettering este un asteroid din centura principală de asteroizi. A fost descoperit pe 17 septembrie 1985 la Observatorul Oak Ridge din Harvard, Massachusetts. Asteroidul prezintă o orbită caracterizată de o semiaxă mare de 2,39 ua, o excentricitate de 0,20 și o înclinație de 2,9° în raport cu ecliptica.